# Jazz Band Ball Orchestra
Jazz Band Ball Orchestra (auch Jazz Band Ball, JBBO) ist eine polnische Jazzband. Sie gilt als die älteste Traditional-Jazz-Formation Polens und wurde im November 1962 in Krakau gegründet. Der Initiator war Jan Kudyk, die Gründungsmitglieder waren Studenten der Musikakademie Krakau.

## Geschichte
Das Jazz Band Ball Orchestra hatte seinen ersten Auftritt im Rahmen des Wettbewerbs der Amateur-Jazzbands Südpolens auf, den es gewann. Es wurde mit einem Preis des Ministeriums für Kultur und Kunst ausgezeichnet. In der Folge trat die Band bei professionellen Jazz-Festivals auf (u. a. Jazz nad Odrą in Breslau, Jazz Jamboree in Warschau und Old Meeting Jazz in Warschau). Sie gab Konzerte im Ausland (Österreich, Tschechoslowakei, Dänemark, Frankreich, BRD, DDR, Schweden, Vereinigte Staaten, Kanarische Inseln) und nahm an internationalen Jazz-Festivals teil, so z. B. North Sea Jazz Festival in Den Haag, Dixieland Jazz Jubilee in Sacramento. Die Band trat auch mehrfach im polnischen Fernsehen und Rundfunk auf.
Das Jazz Band Ball Orchestra arbeitete u. a. mit dem US-amerikanischen Trompeter Wallace Davenport zusammen, mit dem es gemeinsame Konzerte beim Jazz Jamboree 1969 und 1976 gab.
Die Musik der Band ist eine Mischung aus Swing und Blues. Sie basiert auf dem New Orleans Jazz und ist durch Folklore-Elemente angereichert. Die Band spielt sowohl Jazzstandards als auch eigene Kompositionen.

## Diskografische Hinweise
- 1966: Jazz Band Ball Orchestra
- 1977: Untitled (mit Wallace Davenport und Angi Domdey)
- 1979: Tribute to Duke Ellington
- 2007: Jazz Band Ball Orchestra 45 Years After (Live-Album)